# Simon-Olivier Fecteau
Pour les articles homonymes, voir Fecteau.
Simon-Olivier Fecteau est un comédien, humoriste et réalisateur québécois, né le 28 juillet 1975  à Chesterville, dans la région des Bois-Francs.

## Biographie
Simon-Olivier Fecteau faisait partie du trio comique Les Chick'n Swell, entre 2001 et 2003, durant les trois années où leur émission hebdomadaire fut diffusée à la télévision de Radio-Canada.
En 2004, il fut nommé pour les prix Gémeaux dans la catégorie « Meilleure Interprétation : humour », pour l'épisode 33 des Chick'n Swell.
Simon-Olivier Fecteau apparait aussi sur le disque Victo Power des Chick'n Swell, lancé à l'automne 2005 et récipiendaire du trophée Félix de l'album de l'année, catégorie humour, au gala de l'ADISQ en 2006.
Simon Olivier Fecteau a réalisé les bye bye de RBO en 2006 et 2007.
En février 2006, il a pris la décision de quitter le groupe pour se consacrer au cinéma.
En 2025, après neuf ans à la réalisation du Bye Bye, Simon-Olivier Fecteau annonce son départ et confirme qu'il ne participera pas à l'édition 2025.

## Filmographie
Sauf indication contraire, les informations mentionnées dans cette section peuvent être confirmées par la base de données cinématographiques IMDb,  présente dans la section « Liens externes ».

### Acteur

#### Cinéma
- 2007 : Bluff : Julien
- 2021 : L'Île-aux-Paons : Patrick Nault

#### Télévision
- 2001-2003 : Les Chick'n Swell
- 2007 : Une année Chick'n Swell
- 2014-2016 : Ces gars-là : Simon
- 2016-2024 : Bye Bye

#### Courts-métrages
- 2009 : Le Technicien : Le technicien
- 2010 : Les bons termes selon Dewey : Francis
- 2011 : 12 hommes en Tabarnak : Simon Olivier
- 2024 : Cancel the Messenger : Martin Tremblay

#### Web
- 2010-2019 : En audition avec Simon : Simon-Olivier Fecteau

### Réalisateur

#### Cinéma
- 2007 : Bluff

#### Télévision
- 2001-2003 : Les Chick'n Swell
- 2014-2016 : Ces gars-là
- 2016-2024 : Bye Bye

#### Courts-métrages
- 2009 : Le Technicien
- 2019 : The End
- 2024 : Cancel the Messenger

#### Web
- 2010-2019 : En audition avec Simon

## Discographie
- 2005 : Victo Power